# Ливленка
Ливленка — река в России, протекает в Бабушкинском районе Вологодской области и Чухломском районе Костромской области.

## География
Река берёт начало на территории Бабушкинского района Вологодской области. Течёт на юг через берёзовые леса. В среднем и нижнем течении протекает по территории Чухломского района Костромской области. Устье реки находится в 1,3 км по левому берегу реки Хмелёвка. Длина реки составляет 15 км, площадь водосборного бассейна 49,5 км².

## Данные водного реестра
По данным государственного водного реестра России относится к Верхневолжскому бассейновому округу, водохозяйственный участок реки — Унжа от истока и до устья, речной подбассейн реки — Бассей притоков Волги ниже Рыбинского водохранилища до впадения Оки. Речной бассейн реки — (Верхняя) Волга до Куйбышевского водохранилища (без бассейна Оки).
По данным геоинформационной системы водохозяйственного районирования территории РФ, подготовленной Федеральным агентством водных ресурсов:
- Код водного объекта в государственном водном реестре — 08010300312110000015174
- Код по гидрологической изученности (ГИ) — 110001517
- Код бассейна — 08.01.03.003
- Номер тома по ГИ — 10
- Выпуск по ГИ — 0